# Eyeon Fusion
Fusion (in passato Digital Fusion) è un programma per il video/film compositing creato dalla Eyeon Software Inc. Esso viene tipicamente utilizzato per creare effetti speciali per film e spot pubblicitari. La sua interfaccia principale impiega una struttura a nodi chiamata "Flow Line" nella quale vengono costituiti processi complessi collegando le sorgenti (Loader, background generator, Text, etc.) con le destinazioni (Saver) ed interponendo tra essi degli operatori, ciascuno delegato ad una funzione specifica. Questo tipo di interfaccia consente una notevole flessibilità, permettendo la modifica degli stadi iniziali conservando la visione della composizione complessiva.
Fusion è disponibile per le versioni a 32 e 64 bit di Microsoft Windows, MacOS and Linux (tramite una versione customizzata di Wine).

## Storia
Fusion fu sviluppato in origine nel 1987 come software in-house per New York Production & Design (NYPD), uno studio di post produzione ed effetti speciali di Sydney, Australia. La Eyeon Software Inc. fu costituita specificamente per commercializzare Fusion, e tutte le attività relative al software furono spostate a Toronto, Ontario, Canada.
Di recente Eyeon è stato acquisita dall'azienda australiana BlackMagicDesign, che in breve ha ridato vita al programma, permettendo il rilascio della versione Osx, integrazione con altri programmi tramite plugin dedicata (ad esempio per Avid, per semplificare il collegamento Avid - DF), sono stati rinnovati completamente i diversi reparti, eliminate decine di migliaia di bug, aggiungendo funzionalità 3D stereoscopiche, sia di gestione che di conversione.

## Storia delle versioni
| Nome               | Versione | Data di distribuzione | Commenti |
| ------------------ | -------- | --------------------- | --- |
| Digital Fusion 1.0 | 1.0      | November 1996         | prima release pubblica per Windows (le versioni precedenti non erano disponibili commercialmente)                                                                                         |
| Digital Fusion 1.1 | 1.1      | Marzo 1997            | supporto per hardware playback/preview su DPS PVR3500 ed HVR-3800 |
| Digital Fusion 2.0 | 2.0      | Novembre 1997         | aggiunta timeline, processo a 16 bit colore |
| Digital Fusion 2.1 | 2.1      | Aprile 1998           | Render queue/batch rendering. |
| Digital Fusion 2.5 | 2.5      | Dicembre 1998         | Introduzione del network rendering. |
| Digital Fusion 3.0 | 3.0      | Ottobre 2000          | UI riscritta, aggiunta di paint e strumento testo avanzato, deep pixel. |
| Digital Fusion 3.1 | 3.1      | Gennaio 2002          | Introduzione del sistema particellare 2D e nuovo color corrector. |
| Digital Fusion 4.0 | 4.0      | October 2002          | eyeonscript (linguaggio di scripting Lua based), processo del colore float e HDRI, trasformazioni concatenate, "nested flow groups", "macro tools", nuova tinta (scura) dell'interfaccia. |
| Fusion 5.0         | 5.0      | Agosto 2005           | Ambiente compositing 3D, salvataggio files ASCII, "16bit float processing", "straight node connections".                                                                                  |
| Fusion 5.1         | 5.1      | Dicembre 2006         | "consoleslave", elbow nodes, multistroke paint. |
| Fusion 5.2         | 5.2      | Luglio 2007           | 3D look up tables, fuses, "python scripting" esterno, importazione geometria FBX. |
| Fusion 5.3         | 5.3      | Aprile 2008           | Eseguibile 64 bit |
| Fusion 6.0         | 6.0      | Giugno 2009           | 3D material shaders, Region of Interest / Domain of Definition, stereo display |
| Fusion 6.1         | 6.1      | Luglio 2010           | GPU Supercomputing framework |
| Fusion 6.2         | 6.2      | Giugno 2011           | World Position Pass Tools / Supporto QuickTime 64 bit /Linux 64bit / importazione SVG |
| Fusion 6.3         | 6.3      | Novembre 2011         | Nuovi strumenti per il colore / Nuova versione di Primatte - 5 / Supporto per "KONA 3G - AJA Video Systems"                                                                               |
| Fusion 6.4         | 6.4      | Luglio 2012           | Connect to AVID, nuovi formati camera, advanced 3D e geometry particles, LPeg scripting, PFTrack lens distortion, DirectX view spanning, compatibilità Windows 8.                         |
| Fusion 7.0         | 7.0      | Giugno 2014           | |
| Fusion 7.5         | 7.5      | Novembre 2014         | |
| Fusion 8           | 8.0      | Aprile 2016           | |
| Fusion 9           | 9.0      | Agosto 2017           | |
| Fusion 16          | 16.0     | Aprile 2019           | |
| Fusion 17          | 17.0     | Novembre 2020         | |

## Utilizzi
Fusion è stato utilizzato in numerose produzioni cinematografiche e televisive, tra cui:
- Terminator Salvation
- Watchmen
- X-Men le origini - Wolverine
- Aayirathil Oruvan
- Sivaji: The Boss
- Alias
- Mr. & Mrs. Smith
- Tutto può succedere - Something's Gotta Give
- Battlestar Galactica
- Final Destination 2
- Lost
- Master and Commander
- Oliver Twist
- Panic Room
- Poseidon
- Sin City
- Sky Captain and the World of Tomorrow
- Snakes on a Plane
- Spy Kids II
- The Aviator
- 300
- Avatar